# سباستین پورتیلیاتی
سباستین پورتیلیاتی (انگلیسی: Sebastián Portigliatti؛ زادهٔ ۱ مارس ۱۹۸۵) بازیکن فوتبال اهل آرژانتین است.